# Villarta de San Juan
Villarta de San Juan è un comune spagnolo di 2 953 abitanti situato nella comunità autonoma di Castiglia-La Mancia.